# Bernat Joan i Mari
Bernat Joan i Mari este un om politic spaniol, membru al Parlamentului European în perioada 2004-2009 din partea Spaniei.
1. 1 2  Czech National Authority Database, accesat în 1 martie 2022
2. ↑  , 21 septembrie 2007 https://dogc.gencat.cat/ca/document-del-dogc/index.html?documentId=394012 Lipsește sau este vid: |title= (ajutor)
3. ↑  , 7 ianuarie 2011 https://dogc.gencat.cat/ca/document-del-dogc/index.html?documentId=569539 Lipsește sau este vid: |title= (ajutor)
4. ↑  Deputații în Parlamentul European